# Jean-Baptiste Charles Bouvet de Lozier

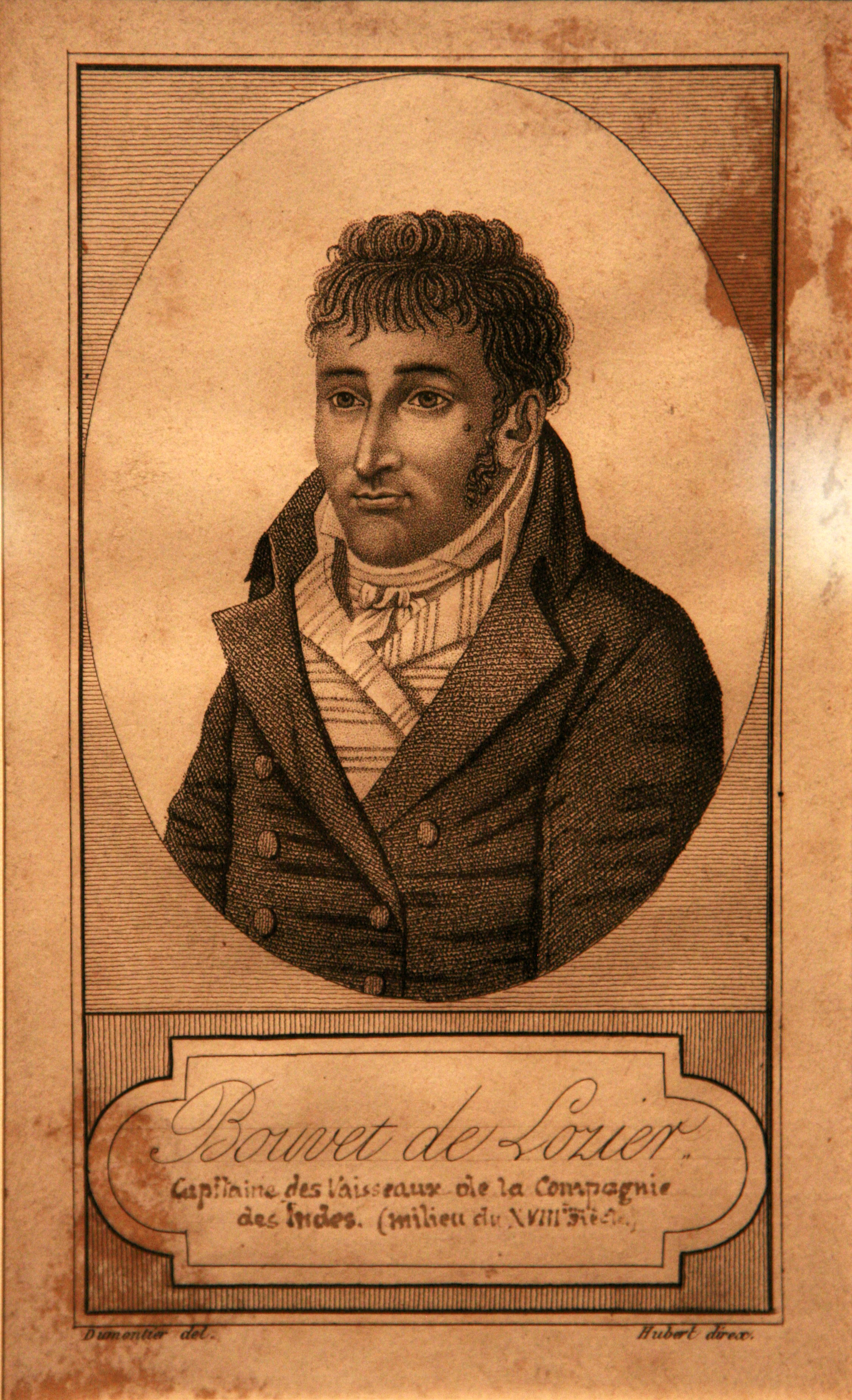
Jean-Baptiste Charles Bouvet de Lozier

Jean-Baptiste Charles Bouvet de Lozier, född 14 januari 1705 i Frankrike, död 1786 i Saint-Malo, var en fransk sjömilitär och upptäcktsresande. Han upptäckte Bouvetön 1739.

## Bouvets tidiga liv
Charles Bouvet blev som sjuåring föräldralös. Han växte upp i Paris och kom sedan till Saint-Malo för att studera sjöfart och navigation.
1731 blev han befordrad till löjtnant i Compagnie des Indes (Franska Ostindiska Kompaniet) och 1733 föreslogs en expedition som skulle söka efter nya områden och handelsmöjligheter i södra Atlanten. 

## Expeditionen till södra Atlanten

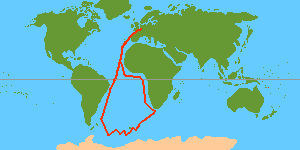
Charles Bouvet de Loziers resa

Den 19 juli 1738 lämnade Charles Bouvet hamnstaden Lorient med fartygen "L'Aigle" och "La Marie".
De nådde Santa Catarinaöarna utanför Brasilien i oktober där de stannade i en månad för reparationer och lastning.
Därefter fortsatte resan söderut och den 10 december kom expeditionen slutligen fram till okända vatten bortom 45:e breddgraden. De drabbades av tjock dimma i flera dagar och när den lättade siktades bara isberg och pingviner, vilka Charles Bouvet beskrev som "ett amfibiskt kreatur, som ser ut som en lång anka men har fenor istället för vingar".
Dimman återkom medan expeditionen fortsatte i sicksack-kurs i sökandet efter land. Den 1 januari 1739 siktades åter land som var högt och snötäckt. Charles Bouvet troode att han hade funnit en del av Sydlandet Terra Australis och namngav området Kap Circumcision men lyckades dock inte att landstiga.
Under resans gång drabbades större delen av besättningen av sjukdomar, framförallt skörbjugg, varför Charles Bouvet tvingades att avbryta resan. Expeditionen satte kurs österut för att ta sig till Godahoppsudden där de anlände den 24 februari och fyra månader senare nådde de åter Lorient den 24 juni 1739.

## Bouvets sena liv
Efter hemkomsten blev man övertygad om att ett eventuellt Sydland skulle möjligen ligga längre söderut än man tidigare trodde.
I mars 1750 utnämndes han till guvernör i Maskarenerna fram till 1752 och ytterligare en period mellan åren 1757 till 1763.
Senare drog han sig tillbaka till Frankrike och dog i Saint-Malo 1786.